# اچ‌ام‌اس دونیگل (۱۸۵۸)
اچ‌ام‌اس دونیگل (۱۸۵۸) (به انگلیسی: HMS Donegal (1858)) یک کشتی بود که طول آن ۲۴۰ فوت (۷۳ متر) بود. این کشتی در سال ۱۸۵۸ ساخته شد.